# Episodi di Falling Skies (quinta stagione)
La quinta e ultima stagione della serie televisiva Falling Skies, composta da dieci episodi, è stata trasmessa negli Stati Uniti per la prima volta dall'emittente via cavo TNT dal 28 giugno al 30 agosto 2015.
In Italia, la stagione è andata in onda in prima visione sul canale satellitare Fox dal 7 luglio al 4 agosto 2016.
| nº | Titolo originale            | Titolo italiano      | Prima TV USA   | Prima TV Italia |
| -- | --------------------------- | -------------------- | -------------- | --------------- |
| 1  | Find Your Warrior           | Il guerriero         | 28 giugno 2015 | 7 luglio 2016   |
| 2  | Hunger Pains                | I morsi della fame   | 5 luglio 2015  | 7 luglio 2016   |
| 3  | Hatchlings                  | Nebbia mortale       | 12 luglio 2015 | 14 luglio 2016  |
| 4  | Pope Breaks Bad             | Il sogno di una vita | 19 luglio 2015 | 14 luglio 2016  |
| 5  | Non-Essential Personnel     | Vivere o morire      | 26 luglio 2015 | 21 luglio 2016  |
| 6  | Respite                     | Tregua               | 2 agosto 2015  | 21 luglio 2016  |
| 7  | Everybody Has Their Reasons | Dubbi e sospetti     | 9 agosto 2015  | 28 luglio 2016  |
| 8  | Stalag 14th Virginia        | Il burattinaio       | 16 agosto 2015 | 28 luglio 2016  |
| 9  | Reunion                     | Ai piedi del gigante | 23 agosto 2015 | 4 agosto 2016   |
| 10 | Reborn                      | Un nuovo mondo       | 30 agosto 2015 | 4 agosto 2016   |

## Il guerriero
- Titolo originale: Find Your Warrior
- Diretto da: Olatunde Osunsanmi
- Scritto da: David Eick

### Trama
Svegliatosi dopo la missione lunare, Tom ha una conversazione con un dornia che assume le sembianze della sua defunta moglie, Rebecca Mason. Il dornia parla a Tom, mentre questo ricorda una conversazione con Rebecca sul suo cancro al seno;in quella occasione Rebecca usa parole che sono applicabili anche alla guerra sulla Terra. Il dornia avverte Tom che non si sa mai dove può nascondersi un gruppo di nemici e gli consiglia di attingere alla sua rabbia primordiale, anche a costo di soffrire. E conclude, dicendogli di trovare il suo guerriero. A questo punto l'acqua entra dalle finestre della camera da letto di Boston, sommergendo Tom, che più tardi, misteriosamente, si ritrova in una spiaggia sulla Terra, trova tracce della Seconda Massachusetts e capisce che sono a due giorni di cammino.
Nel frattempo al campo, Weaver spinge una triste Anne a parlare alle truppe. E lei dice a tutti che Tom e Alexis sono morti, ma in compenso la centrale energetica degli Espheni è stata distrutta. Tom invece, affronta e uccide un Calabrone Nero alato lungo la strada e fa il suo ingresso trionfale proprio durante il discorso di Anne. Una volta riunitosi con la Seconda Massachusetts, Tom racconta la sua esperienza ad Anne e ai propri figli. Anne ipotizza che Tom abbia avuto allucinazioni a bordo dell'astronave. Per questo Anne lo visita e solo dopo che lo ha dichiarato di buona salute gli permette di parlare alla Seconda Massachusetts. Davanti alla Seconda Massachusetts, Tom afferma che dopo i molti sacrifici fatti, hanno bisogno di arrabbiarsi e che è tempo di esagerare. Per rintracciare e neutralizzare alcune cellule esphene vicine, si formano tre gruppi. Fra questi il gruppo alpha, con a capo Hal, ha uno scontro facile con alcuni skitter selvatici e un beamer (navicella aliena espheni) che finisce per schiantarsi contro un fienile. Il gruppo bravo, invece, con a capo Weaver, si imbatte in alcuni mech che non possono più combattere per risparmiare energia. Il gruppo charlie, infine, guidato da Tom, è attirato in una trappola e circondato da skitter. Quando uno degli skitter uccide Scotty, Tom usa il cadavere di Scott per spingere gli skitter in direzione di una bomba, ma il telecomando non funziona. Fortunatamente, il gruppo bravo arriva e Sara spara alla bomba, facendo esplodere gli alberi attorno e la nave aliena che gli stavano attaccando. 
Al ritorno dalla missione, Maggie chiede ad Hal di come si sia assicurato che Ben sia stato assegnato a un altro gruppo; Hal, in tono romantico, dice che non la lascerà andare, mentre lui la trascina tra le sue braccia. Dopo alcune parole più profonde, Hal chiarisce a Maggie la situazione: vuole che lei ferisca Ben per spezzargli il cuore. Ma anche se Maggie adora Hal ribadisce che lei non può controllare i suoi sentimenti per Ben, e nemmeno lui può. Quando Matt, che fa parte del gruppo charlie, rivela di essere infastidito dalla tattica del padre riguardo al cadavere di Scotty; Tom e Anne scoprono la sua nuova mentalità da "guerriero". Con un cenno, Tom scopre al collo di Anne il ciondolo, Anne spiega che le ricorda Alexis e di volerlo tenere per non deprimersi. Intanto, la Seconda Massachusetts capisce che un supremo si nasconde nelle vicinanze e Tom insiste che il nascondiglio sia la vicina Woodrow Wilson High School, perché aveva visto un cospicuo busto di Wilson durante il suo "ricordo con Rebecca". Quando entrano nell'istituto però, scoprono che la palestra della scuola è piena di skitter. Alla vista degli skitter scappano tutti; Anthony e Denny si separano per raggiungere la piscina, ma in un istante alcuni skitter afferrano Denny e la strappano a metà sotto gli occhi di Anthony che rimane sconvolto. Tom trova il supremo in un magazzino e parla con lui attraverso Ben. Il supremo dice che non ha paura, sostenendo di essere collegato a Ben e che il ragazzo prova lo stesso dolore che prova lui, ma Tom replica al supremo dicendogli che se gli spara, Ben avrà al massimo un mal di testa. Tom, così, spara un proiettile in testa al supremo e per sicurezza gli spara altre due volte.
Al rogo funebre per Denny, Tom viene punto sul collo. E quando guarda l'insetto nota che è insolito.

## I morsi della fame
- Titolo originale: Hunger Pains
- Diretto da: Olatunde Osunsanmi
- Scritto da: Marc Dube

### Trama
Un'orda di skitter piomba sulla Seconda Massachusetts senza la guida di un supremo, ma sono meno formidabili e meno calcolatori: si comportano più come creature rabbiose che come guerrieri. Nonostante ciò, gli skitter si dirigono verso il loro obiettivo, arrivando ondata dopo ondata. Durante la prima ondata di attacchi di skitter, alcuni di loro riescono a superare la barricata della Seconda Massachusetts e, inspiegabilmente, fanno saltare in aria tutte le riserve di cibo della milizia. Anche se adesso gli umani non hanno più cibo e un intero campo pieno di persone da sfamare, gli skitter mantengono i loro attacchi contro la milizia per più di una settimana, al punto che le cose cominciano ad apparire piuttosto cupe, mentre le persone iniziano a perdere le forze e il morale. Per fortuna, Ben trova alcuni barattoli di cibo che sono sopravvissuti all'esplosione e Weaver scopre che sono di una fabbrica non lontana dal campo. La Seconda Massachusetts allora, decide di mandare Pope, Sarah, Ben e Maggie fuori dal campo a recuperare più cibo possibile. Anthony ha iniziato a perdere la testa dopo aver visto Denny morire e Tom sta cercando di convincerlo a mantenere quella rabbia e a focalizzarla in modo che possa essere un'arma, invece che un peso. A quanto pare, questo suggerimento viene preso a cuore ed Anthony assieme a pochi altri combattenti riesce a catturare uno skitter indifeso e a torturarlo per vendicarsi. Tom vede esattamente cosa stanno facendo i suoi uomini e si limita solo a guardare, mentre Weaver entra e fa la voce della ragione, sparando allo skitter. 
Prima di andare in fabbrica, Pope cerca di trovare una soluzione per la fame. E decide di prendere uno skitter morto, dall'intera montagna di skitter morti, per cucinarlo. Mentre lo cucina, Russell decide di prenderne un pezzo, ma quando lo mangia inizia a vomitare, il sangue inizia a fuoriuscirgli dalla bocca e la mascella gli cade come se un acido avesse corroso l'interno della sua bocca. Mentre Anne sta cercando di indagare sull'insetto che ha punto Tom, dà un compito a Matt: cercare un microscopio. Ma Matt non lo trova, così ne costruisce uno con le sue mani e lo porta ad Anne. La donna allora, esamina l'insetto al microscopio e si accorge che ha zampe anteriori come quelle degli Espheni, zampe posteriori come quelle degli skitter, ali come quelle dei Calabroni Neri e scopre, scioccata, che ha occhi come quelli degli umani. Quando Tom va ad investigare, si vede l'occhio umano dell'insetto che prima si muove e poi fissa Tom. Ma l'insetto vola via, così, Tom e Anne lo seguono fino a uno sciame di insetti alieni che si trova in un campo militare di skitter e Calabroni Neri.

## Nebbia mortale
- Titolo originale: Hatchlings
- Diretto da: Rob Lieberman
- Scritto da: Jonathan Glassner

### Trama
Quando notano che gli skitter e i calabroni continuano a covare le uova nel campo, tutti capiscono che c'è un supremo nella zona che lo gestisce e inviano Sara e Pope ad indagare. Anthony continua a disobbedire agli ordini e vuole dare un'occhiata a Brian skitterizzato, solo per scoprire che è fuggito dopo che lo ha attaccato e ha portato sua sorella con sé. Maggie li insegue, contravvenendo gli ordini e Hal la segue per proteggerla. Nei boschi trovano il supremo, ma a differenza di Ben, Maggie non è in grado di controllare il potere dei supremi e viene attratta da lui attraverso gli spuntoni. Hal reagisce, rincorrendo il supremo e pugnalandolo. Brian skitterizzato reagisce violentemente e spara accidentalmente a sua sorella per poi uccidersi.
Sara si ritrova in una nebbia generata dagli Espheni ed è incapace di muoversi, mentre Pope decide di tornare al campo base per cercare aiuto. Con il supremo trascinato al campo, Ben decide di provare un piano con l'aiuto di Maggie. Il piano in questione prevede che entrambi entrino nella mente del supremo per ottenere risposte, mentre Tom lo tortura. Tuttavia, quando il supremo ha delle convulsioni, anche Maggie e Ben iniziano ad averle. Ma grazie a questo riescono ad ottenere la posizione delle uova. Pope dice a Tom che devono andare ad aiutare Sara, ma Tom si rifiuta perché devono avere prima altre informazioni dal supremo. Pope così, ritorna da Sara, ma scopre che è stata mangiata viva dagli stessi insetti volanti che hanno punto Tom. Alla fine della missione la squadra di Tom ha successo nel distruggere le uova, ma Pope si arrabbia per il fatto che Tom abbia lasciato morire Sara. 
Tornato a Chinatown, Anthony decide di uccidere il supremo, la loro unica vera fonte di informazioni su ciò che gli Espheni stanno facendo. Anne si convince che Anthony non sia più in grado di fare il suo dovere e che sia affetto da DPTS.
Nel frattempo Tom osserva le uova della nuova razza aliena allevata dagli Espheni. Cochise però, afferma che non sono una nuova razza, ma la forma originale degli skitter prima che gli Espheni li rendessero schiavi, i Dornia. E fa notare a Tom che c'è un enorme segnale di disturbo su Washington DC.

## Il sogno di una vita
- Titolo originale: Pope Breaks Bad
- Diretto da: Peter Leto
- Scritto da: Jack Kenny

### Trama
Pope prega in ginocchio su un altare che ha eretto per Sara. L'altare si trova nel punto in cui Sara è morta e il monumento ha il suo nome inciso alla base. Tom si fa vedere, ma resta lontano e dice a Pope che poteva chiedere aiuto per montare l'altare e che altri volevano salutare Sara. Tom parla a Pope per consolarlo, ma lui gli non risponde. E Pope distoglie lo sguardo da Tom con un'espressione di rabbia. Di ritorno al campo, Pope rimprovera con rabbia Tom per la sua decisione di lasciare morire Sara. Pope rompe una pala a metà e getta i pezzi in un barile in fiamme, dicendo a Tom di dire addio anche a quella pala. Cochise rivela a Tom, Weaver e agli altri che il suo ciclo di vita sta per concludersi. Il volm ha chiamato suo padre per condividere un "silenzio", come è loro tradizione. Anne è inorridita, come lo è Weaver. Scoprono che la sua versione di un rene (ne ha solo uno) sta cessando di funzionare e Anne gli parla dei trapianti di organi nel tentativo di salvare il volm.
Tom chiede a Ryan di unirsi al suo gruppo che si reca in una stazione di polizia per cercare benzina ed armi. Weaver ha spiegato che la Seconda Massachusetts non andrà molto lontano senza carburante o altri veicoli, quindi il viaggio è indispensabile. Il giovane Ryan afferra la sua arma e tutti escono per la missione.
Pope inizia a lavorare per reclutare una fazione della milizia da unire alla sua crociata di odio verso Tom Mason. Anthony si lamenta con Pope perché gli hanno sottratto le armi e Pope gli dà una pistola. Poi Pope continua a convincere gli altri, chiedendo loro se Tom Mason abbia ucciso già troppe persone nel suo ruolo di leader.
Cochise incontra suo padre per il loro silenzio condiviso e gli parla dell'operazione di trapianto suggerita da Anne. Dopo una discussione iniziale, il generale acconsente alla procedura e insiste sul fatto che Anne faccia l'operazione in quanto il volm non ha medici disponibili al momento.
Tom, Weaver, Matt e Dingaan Botha arrivano alla stazione di polizia e trovano un gruppo di veicoli che sembrano essere in ordine operativo. E Matt trova persino una radio. Weaver invece, trova un fuoristrada immacolato ed è felicissimo. Dingaan Botha trova anche un'altra radio a onde corte e prende contatto con una donna inglese fuori dalla Bolivia. Ryan dice a Tom che sente qualcosa dietro a una porta, Tom gli dice di non aprire, ma Ryan apre comunque e trova uno sciame di insetti. Ryan va nel panico e cerca la sua pistola invece di chiudere subito la porta. Ryan allora finisce per inciampare e cadere a terra, ed è divorato in pochi secondi dagli insetti. Tom viene inseguito dagli insetti volanti e proprio mentre pensa di fare la fine di Sara e Ryan, si ricorda che gli insetti hanno occhi umani, così, spruzza uno spray irritante per disorientare le creature e fugge.
Anne esegue l'intervento chirurgico e Cochise reagisce bene al trapianto, invece il generale non è così fortunato e muore dopo aver donato uno dei suoi "reni". Anne così decide di dirigersi fuori per ottenere una batteria per auto da un veicolo per rianimare il cuore del generale e sceglie la batteria del fuoristrada di Weaver. Intanto, gli altri sono tornati con le armi e la benzina. Mentre Anne prende i cavetti e Weaver usa le chiavi per rimuovere la batteria, Pope chiede a gran voce a Tom perché Ryan non ci sia. E Pope accusa Tom di aver ucciso un altro membro della Seconda Massachusetts. Nel frattempo, Anne rimuove la batteria e torna indietro per rianimare il padre di Cochise. Pope, invece, continua il suo attacco verbale a Tom e inferisce sulla figlia deceduta di Tom, Alexis. Ma Tom affronta finalmente Pope. Pope, così, prende in mano una pistola, la dà a Tom, con la canna appoggiata sulla propria fronte e gli dice di sparargli. Tom, però, rifiuta e si allontana. Tom, allora, bandisce Pope dalla Seconda Massachusetts e gli dice di non tornare:ora non fa più parte della battaglia o della guerra. Pope se ne va, ma come ultime parole dice che non è ancora finita. Intanto, il generale non può essere rianimato e Anne si offre di subire il "silenzio" che Cochise non ha avuto con il padre. Lui accetta e mentre i due intraprendono la cerimonia, Cochise vede il generale e Anne vede Alexis: ognuno interagisce con la propria "visione". Questo avviene in completo silenzio ed è un'esperienza emotiva sia per Anne che per Cochise. Una volta che sia Anne che il volm terminano la visione, entrambi parlano di dolore e affermano di rivivere un onere che non sentivano più di avere.
Anthony si avvicina ad Anne e le chiede di parlare in privato con lei. Anthony la conduce in una stanza dove Pope la sta aspettando. Pope si è rasato i capelli ed è chiaro che intende ucciderla per punire Tom. Anne lo interrompe, si fa largo tra un Anthony deluso e va ad avvertire Tom per dirgli che Pope è diventato pericoloso.
Tom ha un'altra visione, dove la finta Rebecca gli dice che i fatti stanno arrivando al culmine e Tom chiede con rabbia di parlare direttamente con il dornia. Inoltre, Tom dice che non ha bisogno della sua defunta moglie per parlare ancora con loro. Mentre protesta per parlare direttamente con il dornia, la finta Rebecca chiede dove sia Hal. Tom avverte che suo figlio è stato preso da Pope. Tom, allora, decide di andare a salvare suo figlio e Weaver gli dice di stare attento. Weaver, inoltre, dice a Tom che la guerra ha cambiato molti; Tom ribadisce di sapere che Pope sia cambiato, ma in realtà Weaver si riferisce a Tom.
Pope toglie la sacca dalla testa di Hal e gli dice che non vuole ucciderlo. Ma ucciderà Tom non appena verrà a salvarlo.

## Vivere o sopravvivere
- Titolo originale: Non-Essential Personnel
- Diretto da: Olatunde Osunsanmi
- Scritto da: Jim Barnes

### Trama
Un gruppo di persone sono intrappolate in una casa dagli skitter. Quattro di loro decidono di fuggire e una volta fuori vengono bloccati da due skitter. Uno di loro ruggisce e Pope, insieme a Anthony, scende in loro soccorso e spara agli skitter. In seguito, Anthony salva il gruppo ancora in casa. Quando tornano Pope, il nuovo leader, viene informato che Anthony, ormai suo "braccio destro", ha scelto quattro membri del gruppo come "personale non essenziale" e ha detto loro di andarsene. Una delle sopravvissute, Isabella, informa Pope che è un'infermiera e che può essere utile a lui e alla sua squadra. Pope accetta di lasciarla restare, ma ordina agli altri tre di andarsene. Isabella cerca di contrattare per farli rimanere, ma perde.
Nel frattempo, Tom sta seguendo gli indizi che Pope gli trasmette via radio al trasmettitore.
Weaver e il resto della Seconda Massachusetts sono caduti in un'imboscata di quello che sembra essere un cecchino che ha bloccato il convoglio. Il cecchino chiede un camion e metà delle loro munizioni o inizierà a far esplodere veicoli ogni trenta secondi. Weaver vuole parlare con lui disarmato, ma una volta dentro viene sparato. Anne si avvicina per assicurarsi che stia bene e Weaver le dice di non ucciderlo perché ha una moglie e due figli che sta cercando di proteggere.
Isabella, dopo aver convinto Pope che può usarla, ottiene il suo primo incarico. Deve ricucire Hal dopo che Pope lo ha ferito, mentre Tom attraverso la radio trasmittente lo sente urlare. Tom dice a Pope che lo ucciderà.
Nel frattempo, Weaver cerca di entrare nella testa del bandito, ma quest'uomo è fuori di sé e non vuole ragionare. Anne, con riluttanza, ordina la metà delle munizioni da posizionare vicino alla porta. Anne dice al resto della truppa che raddoppieranno più tardi e così otterranno Weaver.
Mentre Isabella ricuce Hal, lui le dice che non ci vorrà molto tempo prima che Pope si renda conto che non è un'infermiera. Inoltre, Hal dice a Isabella che sa perché ha combattuto per mantenere i suoi amici con la squadra di Pope, e le dice che non ci vorrà molto prima che il suo rapitore riesca a capirlo.
Un calabrone gigante attacca il campo e una delle nuove reclute, Ken, viene ferito. Isabella inizia a curare l'uomo quando Pope gli chiede se può ancora combattere. Isabella risponde che non lo sa e prima che possa finire la frase Pope spara all'uomo.
Tom continua il suo frustrante, lento viaggio per riprendersi Hal e ha un'altra visione del dornia. Apparendo come Rebecca ancora una volta, il dornia dice a Tom che se lui muore, la guerra e la Terra saranno perdute. Tom rifiuta di continuare ad ascoltare e decide di seguire Hal perché non vuole che suo figlio muoia per il "bene superiore". Il dornia Rebecca dice a Tom di amarlo, ma Tom risponde che non sa se è la sua defunta moglie a parlare e se ne va per salvare suo figlio.
Weaver cerca di sopraffare l'uomo armato e perde. Più tardi, mentre l'uomo si trova in un'altra stanza a parlare con la sua famiglia, Weaver si slega le mani. Chiede dell'acqua e quando l'uomo gli dà da bere, Weaver afferra la pistola dalla cintura del cecchino. Entrambi stanno uno di fronte all'altro con le armi pronte a sparare quando Maggie e Ben entrano dalla finestra. Dopo un breve periodo di tensione, Weaver parla con l'uomo e gli dice che lo possono aiutare. Weaver rivela che anche lui e Anne hanno perso i loro bambini, supponendo che l'uomo armato ne abbia, e spiega che loro sono lì per lui come la Seconda Massachusetts era lì per Weaver quando è stato trovato. Il suo discorso calma il padre sconvolto che mostra a Weaver cosa c'è nell'altra stanza. E scopre che la famiglia del cecchino è morta e ogni suo membro si trova in un sacco per cadaveri. Weaver chiede il nome dell'uomo, Martin, e lo convince ad unirsi alla Seconda Massachusetts.
Hal fa un discorso molto simile a quello di Weaver ad Isabella e lei decide di liberarlo.
Di ritorno all'accampamento, Tom spara a Pope in faccia mentre Hal e Isabella iniziano a scappare. Mentre Tom aspetta di sparare di nuovo a Pope, il gigantesco calabrone che ha attaccato il campo prima, ritorna e afferra Tom, sollevandolo e volando via. Hal e Isabella scappano e più tardi un Pope ferito alla guancia, interroga Anthony su dove si trova Hal.

## Tregua
- Titolo originale: Respite
- Diretto da: Jonathan Frakes
- Scritto da: Ayanna A. Floyd

### Trama
Tom Mason si sveglia in un letto e al suo capezzale vede una donna che gli cura le ferite al viso. A prima vista sembra Rebecca. Tom reagisce male alla sua presenza e la donna lascia la stanza, chiudendo la porta dietro di lei. Tom trova un'arma e un uomo più anziano entra con un fucile. Dopo una breve pausa, vengono fornite spiegazioni da entrambe le parti. Tom scopre che si trova in una parte della Carolina del Nord che non è stata toccata dalla guerra. L'uomo, sua figlia e i tre figli di lei si trovano, infatti, al di fuori della zona di battaglia. Tom, così, si prende una pausa dalla guerra ed è per lui travolgente: piange a cena e dice alla famiglia che sta bene quando gli viene chiesto. La donna, Alicia, ha perso il marito in un'altra guerra e vuole proteggere la sua famiglia. Suo figlio maggiore, Kyle, esplora i confini e vuole sapere cosa sta realmente accadendo. Quando apprende del conflitto da Tom, il quindicenne vuole unirsi allo sforzo.
Tornando alla Seconda Massachusetts, Daniel Weaver sta attraversando un periodo difficile, accettando la gratitudine da adulatore di Martin, il padre afflitto dal dolore e un po' dispiaciuto per aver sparato a Daniel. Mentre bivaccano per la notte, Martin è così invadente da mettere a disagio Weaver, sistemando il suo zaino e la sua tenda. Esasperato, Weaver chiede a Martin di trovargli una bottiglia di whisky. Nel frattempo, la milizia ha seguito il segnale di una distilleria e Weaver ha diviso la Seconda Massachusetts in gruppi separati per cercare la fonte che si scopre essere un trasmettitore. Maggie chiede ad Anne di tirar fuori i suoi spuntoni, gli stessi che ha ricevuto da Ben, e Anne dice di no. Anne le dice che in seguito potranno parlare di rimuoverli, ma ora ha bisogno del suo "super soldato". Cochise dice a Maggie che li rimuoverà fuori lui. Più tardi, tenta di rimuovere i tre spuntoni, ma l'ultimo comincia a dare problemi. L'ultimo spuntone, infatti, inizia a tagliare il midollo spinale di Maggie. Anne entra all'improvviso, vede l'intervento di Cochise e infuriata completa la procedura. Gli spuntoni vengono rimossi con successo e Ben è turbato dal fatto che Maggie le abbia tolte. Ben afferma a Maggie che le ha dato una parte di lui e lei l'ha buttata nella spazzatura. E dice a Maggie di amarla.
Nel frattempo Tom continua a guarire e legare con la piccola famiglia che lo ha salvato dal calabrone gigante.
Anche Hal e Isabella si stanno unendo, mentre cercano Tom. Lungo la strada trovano il calabrone gigante, è ferito, ma ancora vivo. Dopo che Hal ha svuotato il suo caricatore sulla creatura, Isabella nota delle tracce che portano via e seguono la pista. Più tardi, mentre campeggia per la notte, Isabella rivela che suo padre era un diplomatico che le insegnò che la gente era essenzialmente buona dentro e dice ad Hal che da allora ha imparato che le cose sono diverse e ammette che è la guerra. Dopo un momento di silenzio, Hal ed Isabella si baciano.
Tornato alla distilleria, Martin è andato a cercare una bottiglia di whisky. Proprio mentre è li, vede qualcosa di luminoso sotto un pavimento di legno, lo rimuove e trova il trasmettitore espheni. Corre subito a dirlo a Weaver e Martin ottiene più elogi per la sua scoperta che per il whisky: il trasmettitore potrebbe invertire gli esiti della guerra.
Alla fattoria, Tom deve dire al figlio maggiore di Alicia della guerra che lei gli ha nascosto. Il ragazzo, infatti, trova i resti di un Mega-Mech e Kyle dice a Tom che vuole essere un combattente come suo padre defunto. Mentre Tom si prepara a tornare dalla Seconda Massachusetts, la famiglia rimane li dov'è. Hal finalmente trova Tom e tornano assieme alla Seconda Massachusetts.
Quando Tom e Hal, insieme a Isabella, tornano, Ben è turbato e lo è anche Anne anche se è più arrabbiata con Cochise. Anne chiede a Cochise cosa pensava di fare e lui gli risponde che non lo sapeva. Isabella crede di essere la ragazza di Hal, ma quando scopre dell'esistenza di Maggie e dell'amore di Hal verso Maggie, non sa più che pesci pigliare.

## Dubbi e sospetti
- Titolo originale: Everybody Has Their Reasons
- Diretto da: Matt Earl Beesley
- Scritto da: Ryan Mottesheard

### Trama
La Seconda Massachusetts trova una base militare in servizio, mentre si reca a Washington e sulla loro strada vengono bloccati da dei soldati. E scoprono che la persona a capo della base è il capitano Katie Marshall,una vecchia fiamma di Weaver. La base ha tutto ciò di cui hanno bisogno per portare la lotta agli Espheni a Washington, compresi veicoli armati, armi e dozzine di soldati addestrati. Mentre tutti si sistemano, Tom inizia a spiegare rapidamente ciò di cui hanno bisogno, ma non sembra che i militari siano interessati a uscire dalla base per combattere.
Weaver raggiunge la sua vecchia fiamma nella sua stanza, scoprendo che recentemente hanno combattuto con gli Espheni e che alcune settimane fa, mentre erano in pattuglia hanno perso alcuni uomini. Ha anche parlato di dover trovare collaboratori umani degli Espheni.
Mentre Tom e Hal mostravano ai militari le mappe dei volm, sembravano tutti un po' scioccati e preoccupati del fatto che Tom e la Seconda Massachusetts lavorino con i volm.
Mentre fanno il loro primo buon pasto, Maggie e Hal hanno la loro prima vera conversazione. Maggie sa che Isabella è una minaccia e anche lei sente di aver fatto molti errori da sola, ma nessuno dei due sta facendo marcia indietro. Alla fine della notte diversi soldati si siedono a bere con Hal, Isabella, Maggie e Ben e i soldati sembrano molto interessati alle spuntoni di Ben, e uno dei soldati vuole addirittura sentirli. Ben glielo permette e ritrae la mano quando lo tocca. Un soldato di nome Zak Kagel dice che questo è veramente strano.Più tardi tre soldati trovano Ben nello spogliatoio e chiedono che venga con loro, con le pistole estratte. Ben sa che qualcosa non quadra e si rifiuta di andare con loro. Inizia una lotta e Ben rompe facilmente le loro armi, getta due soldati contro lo specchio e un altro negli armadietti. Ma qualcuno piomba alle spalle di Ben e lo mette al tappeto: è il soldato Zak Kagel.
Hal e Tom parlano con il tenente Demarcus Wolf, confusi sul motivo per cui tutto ciò che stanno facendo è solo ascoltare e non comunicare con tutti i gruppi di miliziani là fuori. Il tenente Demarcus Wolf spiega che è stato dato loro solo l'ordine di ascoltare e determinare se le milizie sono state compromesse dagli Espheni. Come ha sottolineato Hal in precedenza, il tenente è un po' paranoico.
Weaver decide di fare colazione con Marshall, mentre rivisitano i vecchi tempi.
Anne continua ad essere d'aiuto nell'infermeria, aiutando un soldato con un'infezione.
Ben viene quindi legato a una lettiga e Zak lo afferra per i capelli e inizia a interrogarlo. Sembra che abbia solo l'ordine di ottenere informazioni, poiché credono che Ben sia una spia degli Espheni. Ben non ha nulla da dire e cerca di spiegare che è in grado di controllare i suoi spuntoni, ma al soldato non gli importa.
Katie Marshall si avvicina a Tom, chiedendo perché sta dando ordini ai suoi uomini. Tom vuole sapere perché non stanno contattando altre milizie e che tutti devono stare dalla stessa parte. Tuttavia, Marshall si concentra solo su collaboratori umani e non su offensive importanti.
Nel frattempo, Ben è sotto tortura e Zak usa un paio di pinze per rimuovere forzatamente uno degli spuntoni di Ben. Ben urla di dolore, mentre lo spuntone gli viene tirato fuori. Lo spuntone attacca il soldato che lo calpesta e lo spezza. Appena lo spuntone si rompe Ben sviene.
Tom scopre che Ben è sparito dalla scorsa notte e inizia a scatenare l'inferno, chiedendo dove si trova e il tenente Shelton si rifiuta di dirglielo. Tom finisce,così, per farsi arrestare e la Seconda Massachusetts viene radunata tutta.
Matt riesce a rimanere nascosto, mentre Weaver va dà Katie Marshall chiedendo cosa diavolo sta succedendo.
Marshall fa vedere a Weaver che ha un'indagine completa su di loro. Secondo lei, Tom non ha mai volato sulla Luna e Ben ha scelto di farsi inserire gli spuntoni: sono entrambi collaboratori degli Espheni da mettere sotto processo per far confessare loro la verità.
Weaver trova Matt e lo aiuta a nascondersi come soldato per scappare dalla base e avvisare Cochise e Dingaan di chiedere aiuto.
Isabella viene quasi assalita da Zak, ma Maggie arriva in tempo per salvarla. Quando Isabella cerca di spiegare a Hal, Maggie le dice che la sua relazione con Hal si era rovinata molto tempo prima che Isabella arrivasse. Insiste, quindi, sul fatto che devono rimanere insieme se vogliono sopravvivere a quest' ultimo tradimento.
Il processo inizia e Ben viene trascinato perché è a malapena in grado di camminare; Tom e Weaver scoprono che è stato torturato. Weaver è scioccato e Tom è furioso, ma continua ad andare avanti con il processo. Marshall esaminando tutti i casi in cui Tom viene catturato e ha trovato la via del ritorno senza spiegazioni,non riesce a credere a nulla di quello che Tom gli dice. Quando Tom inizia a rimproverarla perché l'intera faccenda è una farsa, Marshall fissa il nulla e la sua ferita ricomincia a sanguinare. Chiude il dossier su Tom, Ben e Hal e li dichiara traditori, accusandoli di tradimento per cui la sentenza è la morte.
L'episodio termina rivelando che un supremo sta osservando dalla sua base navale.

## Il burattinaio
- Titolo originale: Stalag 14th Virginia
- Diretto da: Noah Wyle
- Scritto da: Jack Kenny

### Trama
Weaver prende la sua jeep quando Katie Marshall si reca nel bosco una notte e scopre di incontrarsi con un supremo. Dopo che Katie Marshall si congeda, Weaver uccide il supremo e decide di mostrare il cadavere a Demarcus Wolf, che incredulo, insieme a Weaver, riporta il supremo morto alla base per vedere la reazione di Marshall. Marshall all'inizio sembra scioccata e quando i suoi soldati le chiedono di uscire per combattere, lei rifiuta e ordina loro di bruciare il corpo. Nel frattempo Marshall mostra a Weaver il cimitero di trentanove collaboratori che ha eliminato nelle ultime sei settimane. Dopo che Marshall si congeda, Kagel minaccia Weaver.
Uno dopo l'altro,i membri della Seconda Massachusetts finiscono in prigione, sorvegliati dal tenente Shelton. Tom, Hal, Ben sono dentro a delle celle, mentre all'improvviso portano anche Anne che è stata tradita da Trevor Huston dopo che Anne ha detto che sua figlia era per metà espheni.
Maggie e Isabella lavorano insieme, mentre Matt è in sella a una moto per portare più truppe.
Weaver mostra a Wolf e ad alcuni degli altri soldati una registrazione di Tom Mason che delinea il suo piano contro gli Espheni. Sono d'accordo che non è tradimento e acconsentono ad aiutarlo a rovesciare il piano di Marshall. Dopo che il tenente Shelton lascia liberi i prigionieri viene ucciso da Zak Kagel, mentre i soldati tornano in linea.
I soldati si preparano a fucilare Anne che ha la possibilità di dire un ultimo discorso ai combattenti che sono costretti a guardare in una gabbia. Ben Mason implora Grey di non farlo. Gray esita, ma poi procede a mettere il cappuccio sopra la testa di Ben. Zak Kagel inizia l'esecuzione dando ordini ai soldati, ma al comando "fuoco" non c'è nessun colpo. I soldati dell'esecuzione sono Stokes, Williams, Franklin e Goodman: tutti loro sono contro Marshall. All'improvviso entra un camion con Tom Mason dentro e inizia a togliere i cappucci dalla sua famiglia e da Wolf. Kagel estrae una pistola, ma Isabella gli spara prima che lui possa sparare. Anche Marshall estrae una pistola per sparare a Tom, ma viene pugnalata da Weaver e si scopre che Marshall è in realtà un clone sperimentale. La vera Katie, infatti, è morta sei settimane fa in un'imboscata. Adesso,Tom è in grado di riunire la Quattordicesima Virginia e la Seconda Massachusetts, usando Cochise come esempio di come i volm non sono un nemico e non devono averne paura.
Nel frattempo, Trevor Huston sta camminando su una strada quando viene catturato da Anthony. Pope invece,sta assistendo ad una lotta mortale mentre è seduto su un trono fra Victor e un altro uomo. Nello scontro, Victor prende il sopravvento, facendo cadere l'avversario a terra, ma non lo finisce. Pope,così, lancia la pistola all'altro che spara a Victor in testa. Dopo, Anthony porta Trevor che dice a Pope che Tom Mason è ancora vivo.
Cochise ha trovato un modo per portare con sé il dispositivo di comunicazione espheni e Ben scopre che i suoi spuntoni reagiscono alla sua presenza. Cochise suggerisce che gli spuntoni gli permettano di capire cosa stanno dicendo i supremi. Nonostante le obiezioni di tutti, Ben mette le mani dentro il trasmettitore espheno. E vede tutti i supremi che si inchinano davanti a un essere superiore. Ben informa gli altri di questo e tutti ne rimangono scioccati perché pensavano che i supremi fossero al comando. Interrogato da Tom riguardo all'essere, uno stupefatto Cochise dice che non è possibile una cosa del genere.

## Ai piedi del gigante
- Titolo originale: Reunion
- Diretto da: Brad Turner
- Scritto da: Marc Dube

### Trama
Tom riceve dal dornia una bomba in grado di distruggere per sempre gli Espheni. Nel frattempo, Lexi viene trovata nel bosco: ora ha i capelli scuri. La ragazza dice di essere scampata alla missione lunare, viene portata al campo e fatta prigioniera. Alla base militare Ben, privato degli spuntoni, usa il congegno alieno scoprendo il piano definitivo degli Espheni: far arrivare la Regina e occupare definitivamente il pianeta. Intanto, Pope attacca la base militare coi suoi uomini: Tom lo uccide, facendolo saltare in aria con dei barili di benzina. Anne studia la bomba del dornia e scopre come non è letale per gli umani,così la testa su Lexi che si rivela un clone alieno. Alla fine la base militare viene attaccata da orde di alieni. Viene scoperto che la Regina si trova a Washington al Lincoln Memorial.

## Un nuovo mondo
- Titolo originale: Reborn
- Diretto da: Olatunde Osunsanmi
- Scritto da: David Eick

### Trama
La marcia per Washington è iniziata, con l'aiuto di altri ribelli che attaccano la superficie, Tom ed altri attaccano sottoterra. Lì scoprono migliaia di uova esphene pronte a schiudersi, uno dei ribelli viene attaccato da una di esse e muore: ne scaturisce una sparatoria con il crollo di uno dei tunnel. Tom rimane solo, ma rassicura gli altri che sta bene. Anne rimane ferita dall'esplosione poco dopo aver rivelato a Tom di essere nuovamente incinta. Tom esplorando il tunnel viene catturato dalla regina esphena. La sovrana racconta la sua storia, di come 2000 anni fa gli umani hanno respinto una precedente invasione esphena, uccidendo sua figlia, anch'essa regina esphena ed ora lei è tornata per attuare la sua vendetta contro gli umani. Tom è bloccato da una ragnatela, ma riesce ad attivare la bomba dornia prima che la regina lo divori, disintegrandola all'istante: anche tutte le uova muoiono con lei, essendo rotto il legame mentale con la madre aliena. Poi Tom scopre che Anne è morta per la grave ferita, ma la porta dal dornia per salvarla. Lo raggiunge un moribondo Pope che rinuncia ad uccidere Tom, vedendolo sofferente per la morte della moglie, poco dopo muore anche Pope. 
Nel finale Tom fa un discorso patriottico a tutta la civiltà umana e alla sua famiglia al completo, con Anne che mostra fiera il suo pancione essendo stata salvata dal dornia.
Tom nel suo discorso afferma che ora c'è più consapevolezza di prima, che i confini non esistono più e che i popoli saranno tutti uniti perché da oggi non siamo più soli nell'universo.